# 七道泉子镇
七道泉子镇，是中华人民共和国辽宁省朝阳市龙城区下辖的一个镇。

## 行政区划
七道泉子镇下辖以下地区：
水泉村、上河首村、铁匠炉村、山咀村、北三家村、新地村、潘井村和公皋村。